# Митчелл, Уильям Джон Томас
Уильям Джон Томас Митчелл (William John Thomas Mitchell; род. 24 марта 1942 г., Анахайм, Калифорния) — американский учёный, теоретик медиа, искусства и литературы.
Доктор философии (1968), заслуженный сервис-профессор Чикагского университета, член Американского философского общества (2014) и членкор Британской академии (2012). Отмечен James Russell Lowell Prize (2005).
Окончил Университет штата Мичиган (бакалавр искусств, 1963).
Степени магистра искусств и доктора философии получил в Университете Джонса Хопкинса в 1968 году. С 1977 года преподаёт в Чикаго, ныне заслуженный именной сервис-профессор (Gaylord Donnelley Distinguished Service Professor) Чикагского университета, в 1988—1991 годах заведовал его кафедрой английского языка. Перед Чикаго в 1968-1977 годах преподавал на кафедре английского языка Университета штата Огайо.
Редактор междисциплинарного журнала Critical Inquiry с 1978 года. Член Американской академии искусств и наук.
Гуггенхаймовский стипендиат. Отмечен Faculty Award for Excellence in Graduate Teaching Чикагского университета (2003) и Morey Prize in Art History for Picture Theory (1996).

## Работы
- The Language of Images (1980)
- On Narrative (1981)
- The Politics of Interpretation (1984)
- Iconology (1987)
- Landscape and Power (1992)
- Art and the Public Sphere (1993)
- Picture Theory (1994)
- The Last Dinosaur Book: The Life and Times of a Cultural Icon (1998)
- What Do Pictures Want? (2005)